# 德夫拉多韋

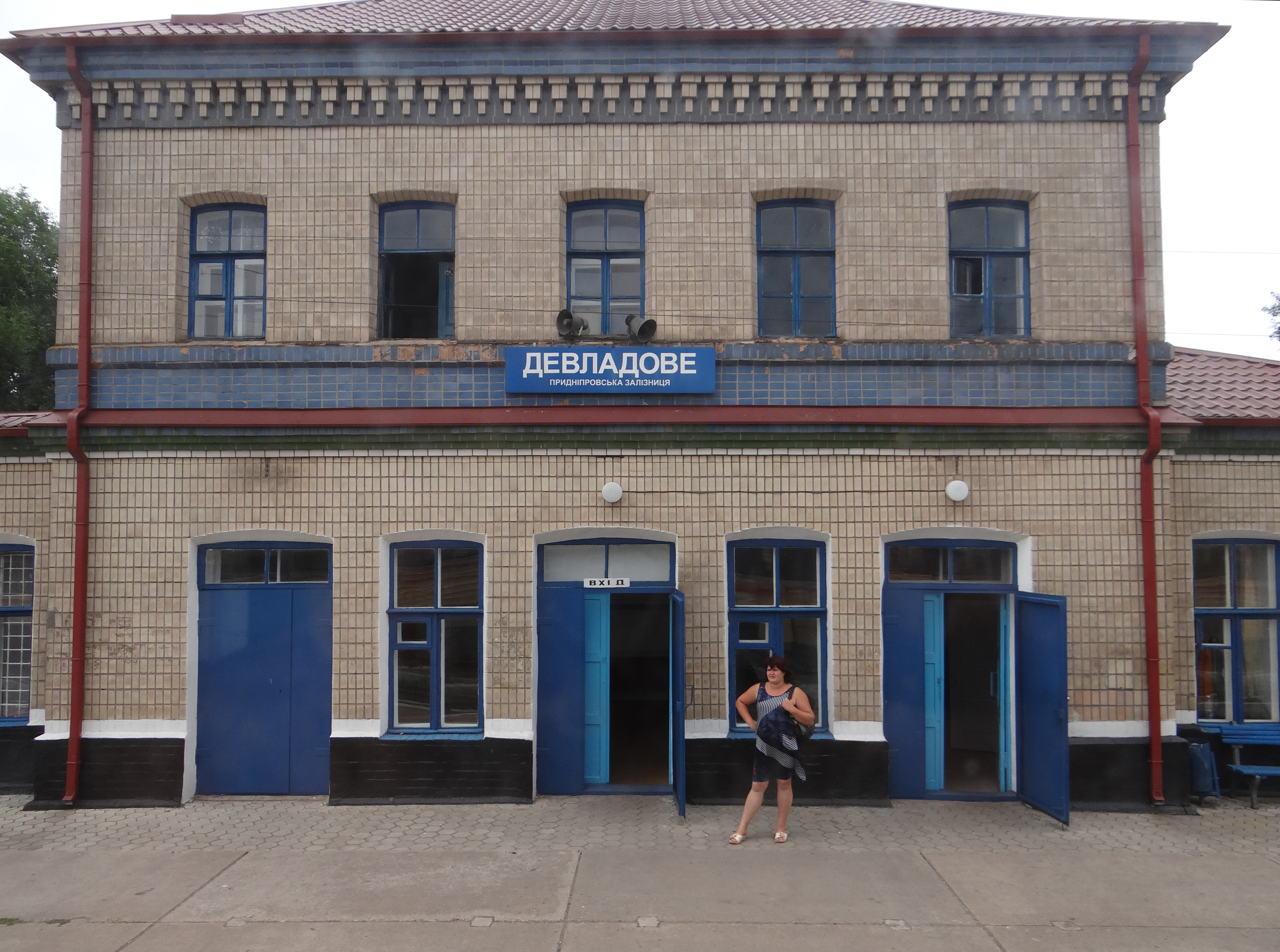
车站

德夫拉多韋（羅馬化：Devladove）是乌克兰第聂伯罗彼得罗夫斯克州克里維里赫区德夫拉多韋市鎮的村庄及其行政中心。根据2001年乌克兰人口普查，该乡村居民点共有945人。
2025年4月21日，乌克兰内阁决定将代夫拉多韦由镇降级为村。